# Barbara Sieroszewska
Barbara Sieroszewska de domo Wrzosek (ur. 1904 w Zagórzu; zm. 1989 w Warszawie) – polska tłumaczka literatury pięknej, głównie z języka włoskiego.
Debiutowała w 1929 przekładem powieści francuskiego pisarza Georges'a Pouleta, Kobieta pod zwrotnikami. Przełożyła kilka powieści z języka francuskiego, a także z hiszpańskiego powieść Ramóna Gómeza de la Serny, Niesamowity lekarz. Lata okupacji niemieckiej przeżyła w Warszawie. Brała udział w powstaniu warszawskim jako sanitariuszka Armii Krajowej. Po 1945 tłumaczyła wyłącznie z języka włoskiego. Przełożyła ponad siedemdziesiąt utworów, w tym dzieła najważniejszych włoskich klasyków, takich jak: Ugo Foscolo, Alessandro Manzoni, Giovanni Verga, Luigi Pirandello, Giorgio Bassani, Alberto Moravia, Natalia Ginzburg czy Italo Calvino.
Członkini Sekcji Tłumaczy Pen Clubu, Związku Literatów Polskich, Związku Autorów i Kompozytorów Scenicznych, Stowarzyszenia Tłumaczy Polskich, Stowarzyszenia Kultury Europejskiej «SEC» oraz Komitetu Założycielskiego Stowarzyszenia Pisarzy Polskich.
W 1961 odznaczona Medalem Zasługi Rządu Włoskiego, a w 1972 – Krzyżem Kawalerskim Orderu Odrodzenia Polski. Laureatka w 1972 nagrody Polskiego PEN Clubu za całokształt pracy przekładowej w zakresie prozy włoskiej. W 2017 uhonorowana Nagrodą Literacką im. Leopolda Staffa w kategorii "In memoriam".
Pochowana na Cmentarzu Powązkowskim.

## Tłumaczenia
- Alberto Moravia, Agostino, Państwowy Instytut Wydawniczy, Warszawa 1958;
- Alessandro Manzoni, Narzeczeni, Państwowy Instytut Wydawniczy, Warszawa 1958;
- Antonio Gramsci, Pisma wybrane, tomy 1-2, Biblioteka Myśli Socjalistycznej, Książka i Wiedza, Warszawa 1961;
- Antonio Gramsci, Zeszyty filozoficzne, Biblioteka Klasyków Filozofii, Państwowe Wydawnictwo Naukowe, Warszawa 1991;
- Curzio Malaparte, Kaputt, Czytelnik, Warszawa 1962;
- Elio Vittorini, Sycylijska rozmowa, Państwowy Instytut Wydawniczy, Warszawa 1984.
- Giorgio Bassani, Ogród rodziny Finzi-Continich, Państwowy Instytut Wydawniczy, Warszawa 1962;
- Giovanni Guareschi, Mały światek don Camilla, wyd. Palabra, Warszawa 1993;
- Giovanni Verga, Mastro Don Gesualdo, Czytelnik, Warszawa 1956;
- Giovanni Verga, Rodzina Malavogliów, Czytelnik, Warszawa 1955;
- Italo Calvino, Baron Drzewołaz, Czytelnik, Warszawa 1964;
- Italo Calvino, Rycerz Nieistniejący, Czytelnik, Warszawa 1963;
- Italo Calvino, Wicehrabia przepołowiony, Czytelnik, Warszawa 1965;
- Italo Calvino, Opowieści kosmikomiczne, Państwowy Instytut Wydawniczy, Warszawa 1968;
- Luigi Pirandello, Czarny szal i inne opowiadania, Czytelnik, Warszawa 1958;
- Maria Bellonci, Lukrecja Borgia, tomy 1-2, Państwowy Instytut Wydawniczy, Warszawa 1958;
- Natalia Ginzburg, Drogi Michele, Państwowy Instytut Wydawniczy, Warszawa 1976;
- Raffaele Pettazzoni, Wszechwiedza bogów, Seria Religioznawcza, Książka i Wiedza, Warszawa 1967;
- Renata Viganò, Agnieszka idzie na śmierć, Książka i Wiedza, Warszawa 1951;
- Ugo Foscolo, Ostatnie listy Jacopa Ortis, Państwowy Instytut Wydawniczy, Warszawa 1979;